# خودوون
خودوون (به چکی: Chodouň) یک منطقهٔ مسکونی در جمهوری چک است که در ناحیه بروون واقع شده‌است. خودوون ۴٫۲۴ کیلومتر مربع مساحت و ۶۱۸ نفر جمعیت دارد و ۲۶۹ متر بالاتر از سطح دریا واقع شده‌است.